# Heptathela jianganensis
Heptathela jianganensis är en spindelart som beskrevs av Chen et al. 1988. Heptathela jianganensis ingår i släktet Heptathela och familjen ledspindlar. Inga underarter finns listade i Catalogue of Life.